# Euproctis enochra
Euproctis enochra är en fjärilsart som beskrevs av Collenette 1949. Euproctis enochra ingår i släktet Euproctis och familjen tofsspinnare. Inga underarter finns listade i Catalogue of Life.